# Bernardino Fernández de Velasco y Tovar
Bernardino Fernández de Velasco y Tovar (8 de febrero de 1609—31 de marzo de 1652) fue un noble y consejero de estado español.

## Biografía
Fue primogénito del matrimonio de Juan Fernández de Velasco y Tovar, de quien heredó los títulos de duque de Frías, conde de Haro, marqués de Berlanga y condestable de Castilla, con su mujer Juana Fernández de Córdoba y Enríquez; a lo largo de su carrera política desempeñó por designación real de Felipe IV de España los cargos de virrey de Aragón y gobernador del Milanesado, así como el de consejero de estado.

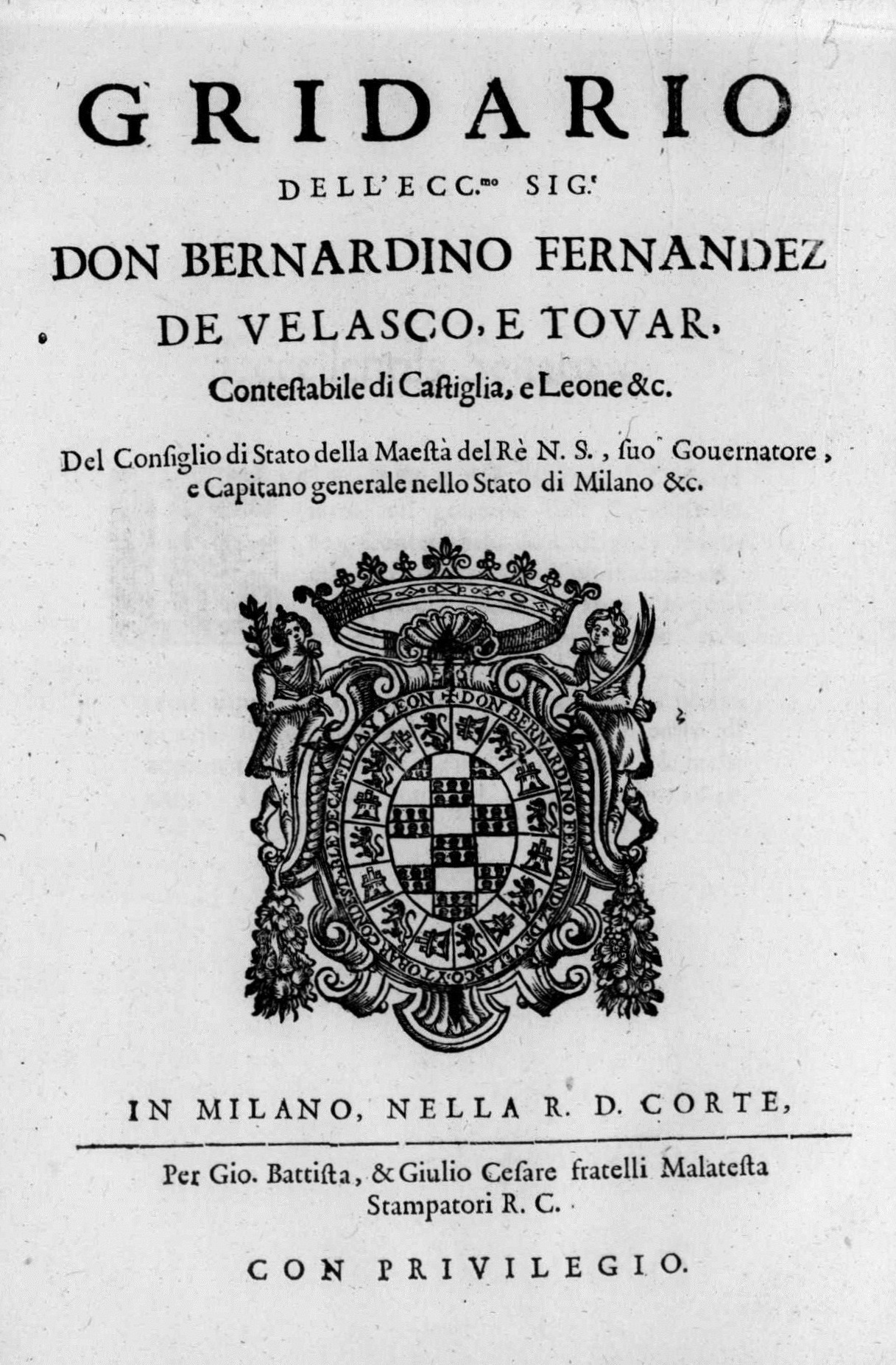
Gridario, Milàn 1647

## Matrimonios y descendencia
Se casó en el Real Alcázar de Madrid el 26 de octubre de 1624 con Isabel María de Guzmán, hija de Gabriel Núñez de Guzmán, I marqués de Toral y de su esposa Francisca de Guzmán, fallecida en el 1640, con ella tuvo a:
- - Íñigo Melchor Fernández de Velasco, VII duque de Frías.
  - Juana de Velasco y Tovar, que casó tres veces, la primera con Enrique Felípez de Guzmán, hijo ilegítimo del Conde-duque Olivares, quien sería I marqués de Mairena y II duque de Sanlúcar la Mayor, con quien tuvo un hijo que no llegó a la edad adulta. Más tarde casó con Alonso Melchor Téllez-Girón y Pacheco y por última vez con Juan Enríquez de Borja, VII marqués de Alcañíces.
  - Catalina de Velasco (-1641) enterrada en el convento de San Francisco de Madrid.[2]
  - Francisco Baltasar de Velasco (c.1637 - c.1690), V marqués de Berlanga, casado con  María Catalina de Carvajal Cobos Mendoza y Manrique, IV marquesa de Jódar, con descendencia.
  - Andrea de Velasco (c.1640-1685), casada en primeras nupcias en 1651 con Manuel Enríquez de Almansa, X conde de Alba de Liste, con descendencia; y en segundas nupcias con Lorenzo de Cárdenas, XIII Conde de la Puebla del Maestre.

Se casó una segunda vez con María Sarmiento de Mendoza, hija de Diego de los Cobos Guzmán, III marqués de Camarasa y de su esposa Ana Fernández de Córdoba y Centurión. No hubo descendencia.

| Predecesor: Juan Fernández de Velasco y Tovar        | Duque de Frías, Marqués de Berlanga, Conde de Haro, Condestable de Castilla 1613-1652 | Sucesor: Íñigo Melchor Fernández de Velasco     |
| Predecesor: Gian Giacomo Teodoro Trivulzio           | Virrey de Aragón 1644-1646                                                            | Sucesor: Francisco de Melo, conde de Assumar    |
| Predecesor: Antonio Sancho Dávila, marqués de Velada | Gobernador de Milán 1646-1648                                                         | Sucesor: Luis de Benavides, marqués de Frómista |